# Songzi
Songzi is een stad in de provincie Hubei van China. Songzi ligt in de prefectuur Jingzhou en telt 765.911 (2010) inwoners. Songzi is tevens de naam van een arrondissement.